# 华纳 (南达科他州)
华纳（英語：Warner），是美国南达科他州下属的一座城市。根据2010年美国人口普查，该市有人口462人。论人口在本州排行第125。